# Ora basta
Ora basta è il terzo estratto dell'album Stonata di Giorgia. Il disco è il secondo estratto dall'album ed è stato pubblicato il 2 maggio 2008.

## Il brano
Chiusa la parentesi funk esplorata col singolo precedente, La La Song (non credo di essere al sicuro), Giorgia torna alle ballate (dopo Parlo con te) con il brano Ora basta, da venerdì 2 maggio 2008 in radio.
Giorgia a proposito del brano, ha affermato: La rabbia di una donna nei confronti del suo uomo, che non mostra le proprie emozioni e non è trasparente nei sentimenti quanto lei. A volte basta poco per migliorare un rapporto, ma quel poco può essere tantissimo. Sempre per ironia nel testo c'è un'autocitazione: "come saprei amarti io nessuno saprebbe mai" perché dirlo a 36 anni non è come a 23... stavo per compierne 24. L'arrangiamento è nato con uno stile simile al musical "Hair", chitarre acustiche e cori chiari; poi l'intervento all'organo Hammond di Alessandro Centofanti, ha dato al brano un'impronta sonora più aggressiva e black.

## Il video
Il video musicale ufficiale del brano è stato diretto da Gaetano Morbioli.